# Đường về nô lệ
Đường về nô lệ hay Con đường dẫn tới chế độ nông nô (tiếng Anh: The Road to Serfdom) là cuốn sách được nhà kinh tế và triết học người Áo Friedrich von Hayek viết vào giữa các năm 1940–1943, cảnh báo về "mối nguy hiểm của chế độ chuyên chế không thể tránh khỏi khi nhà nước kiểm soát việc quyết sách kinh tế thông qua kế hoạch hóa tập trung". Trong cuốn sách, ông lập luận rằng việc từ bỏ chủ nghĩa cá nhân và chủ nghĩa tự do cổ điển tất yếu sẽ dẫn đến sự tước đoạt tự do, sự hình thành một xã hội áp bức, sự bạo ngược của nền độc tài, và sự nô dịch cá nhân. Hayek thách thức quan điểm phổ biến của các học giả Anh Quốc khi đó cho rằng chủ nghĩa phát xít (gồm chủ nghĩa quốc xã) là một cách thức đối phó kiểu chủ nghĩa tư bản chống lại chủ nghĩa xã hội. Thay vì đó, ông cho rằng chủ nghĩa phát xít và chủ nghĩa xã hội đều có chung gốc rễ là nền kinh tế kế hoạch tập trung và sự tăng cường quyền lực nhà nước trên mọi cá nhân.
Từ khi xuất bản vào năm 1944, Đường về nô lệ đã trở thành một bản tuyên ngôn của chủ nghĩa tự do cá nhân. Hơn hai triệu ấn bản của sách đã được bán.

## Đánh giá

### Đức
- Bài điểm sách trên báo Die Zeit ngày 10 tháng 10 năm 1946 đã viết Hayek xem chủ nghĩa xã hội và chủ nghĩa phát xít với nền kinh tế kế hoạch là những ý thức hệ đã thất bại và sở hữu tư nhân là một đảm bảo cho sự tự do.[6]
- Trên đài truyền thanh Deutschlandradio Kultur kinh tế gia Michael Wohlgemuth bàn về cuốn sách, cho là, Hayek đã cảnh báo, không chỉ chủ nghĩa xã hội và chủ nghĩa phát xít, mà cả "nhà nước phúc lợi" ở phương Tây là những nguy cơ cho sự tự do.[7]